# Ligne Hakone Tozan
Pour les articles homonymes, voir Hakone (homonymie).
La ligne Hakone Tozan (箱根登山鉄道線, Hakone Tozan Tetsudō-sen) est une ligne ferroviaire de la préfecture de Kanagawa gérée par la compagnie Hakone Tozan Railway.
Elle dessert les villes d'Odawara et de Hakone, depuis la gare d'Odawara à la gare de Gōra.
Une connexion est possible à Gōra avec le funiculaire Hakone Tozan,.

## Caractéristiques
Ouverte depuis 1919, la ligne est la seule ligne de train de montagne standard du Japon.
La ligne, longue de 15 km pour un dénivelé de 527 m, est composée de deux parties, une première d'Odawara à Hakone-Yumoto et la deuxième de Hakone-Yumoto à Gōra, en train de montagne.
Une cloche annonce le départ du train en hommage au chemin de fer rhétique en Suisse.

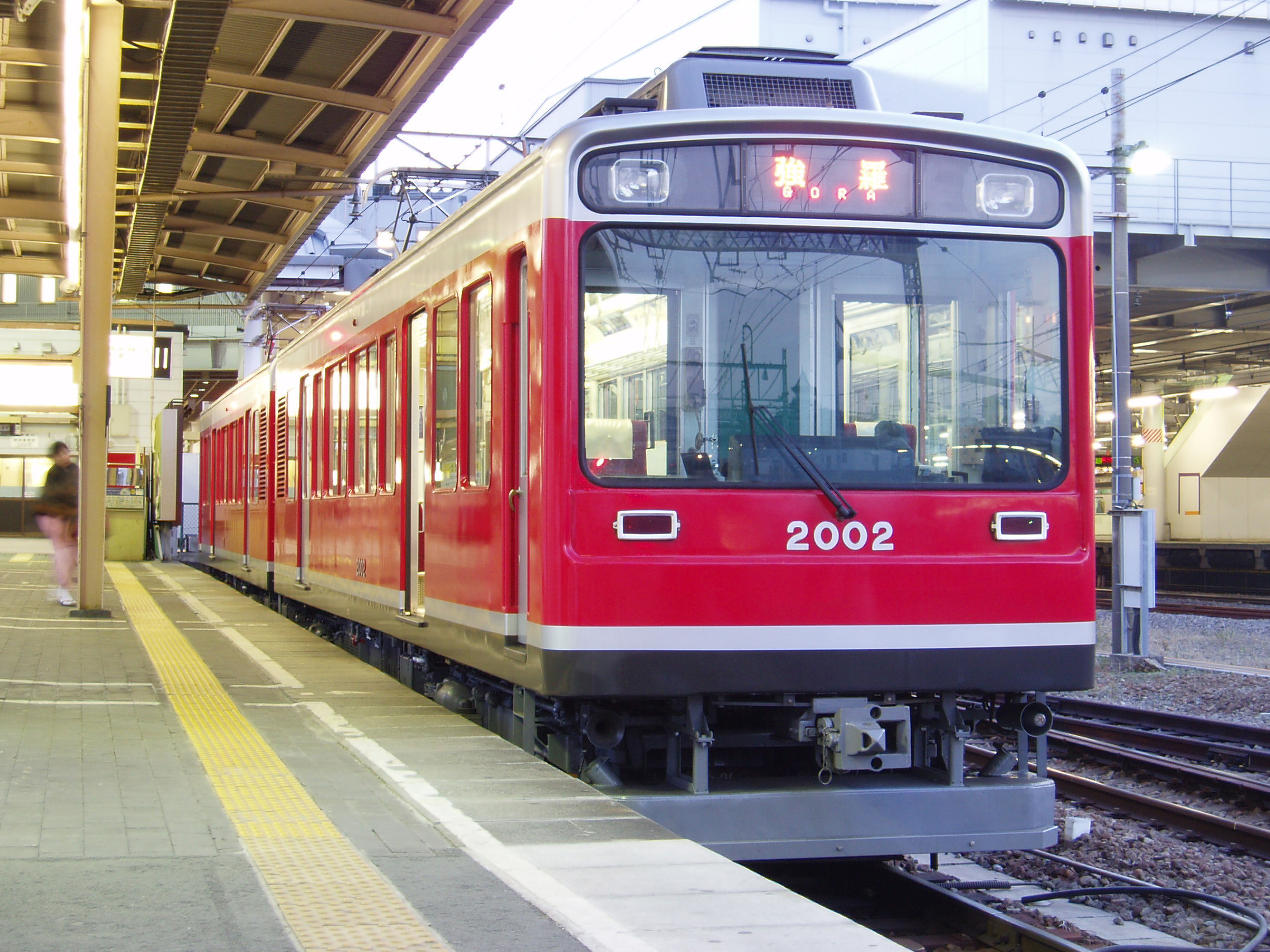
Rame de la série Hakone Tozan Railway 2000 "St. Moritz" en gare d'Odawara
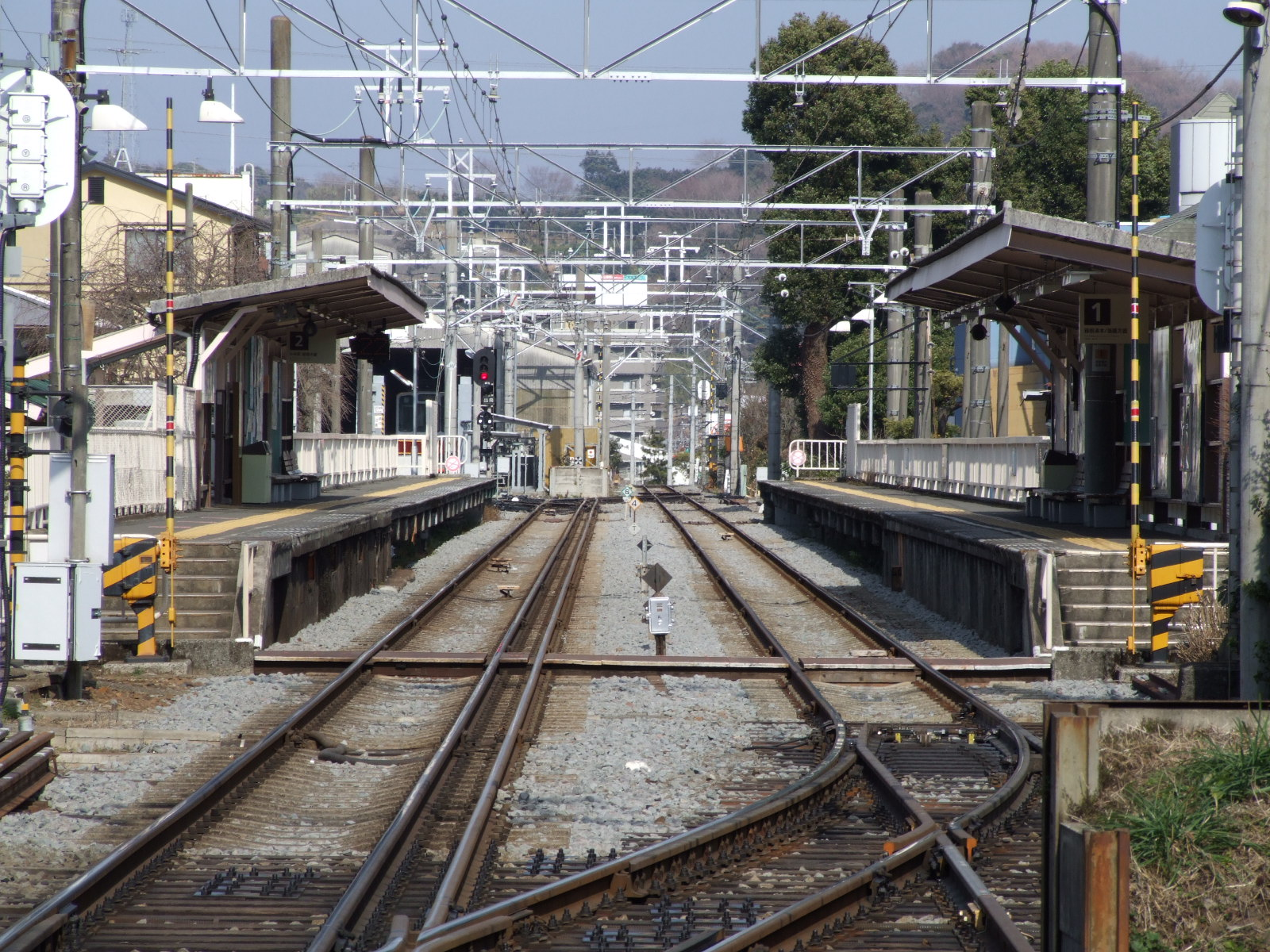
Voie à double écartement en gare d'Iriuda
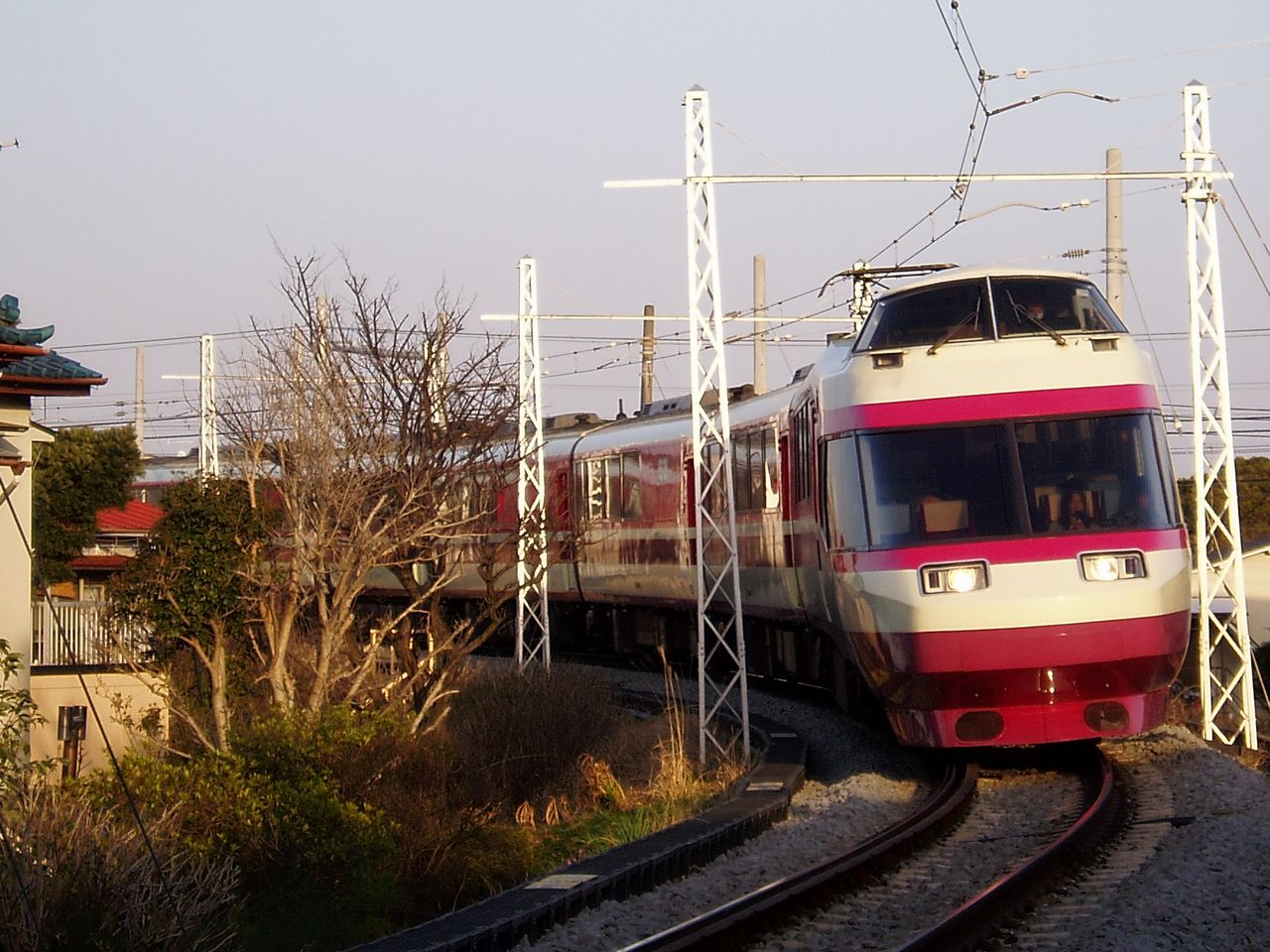
Train du groupe Odakyu empruntant la partie basse de la ligne Hakone Tozan

## De Hakone-Yumoto à Gōra
La deuxième partie est longue de 8,9 km pour une durée de 40 minutes.
De par son côté atypique sur plus d'un point, elle est une ligne assez connue et appréciée des touristes,.
Elle se caractérise entre autres par des changements de sens : 3 au total, aux signaux de Deyama, de Kami-Ōhiradai et de Sennindai, où les conducteurs avant et arrière échangent leur poste.
Sa pente atteint les 80 ‰, et ses courbures peuvent atteindre un rayon de 30 mètres, un record pour des voies de ce type. Dans ces courbes, de l'eau est vaporisée afin de réduire les frictions entre les roues et les rails.
Son paysage est également très apprécié, avec sa vue plongeante sur la rivière Haya-kawa, ses ponts et tunnels du début du siècle (dont le pont Deyama, haut de 43 m) ainsi que la flore du parc national de Fuji-Hakone-Izu,.
C'est aux mois de juin et juillet avec leur floraison que les hydrangeas sont les plus plébiscités. À cette occasion, certaines de ces plantes sont illuminées, et des trains circulent en soirée permettant de les observer.

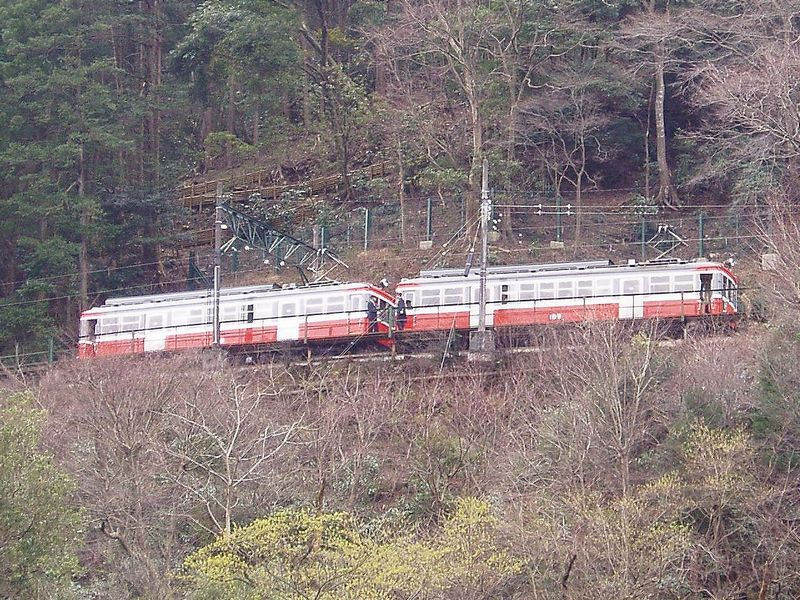
Signal de Deyama
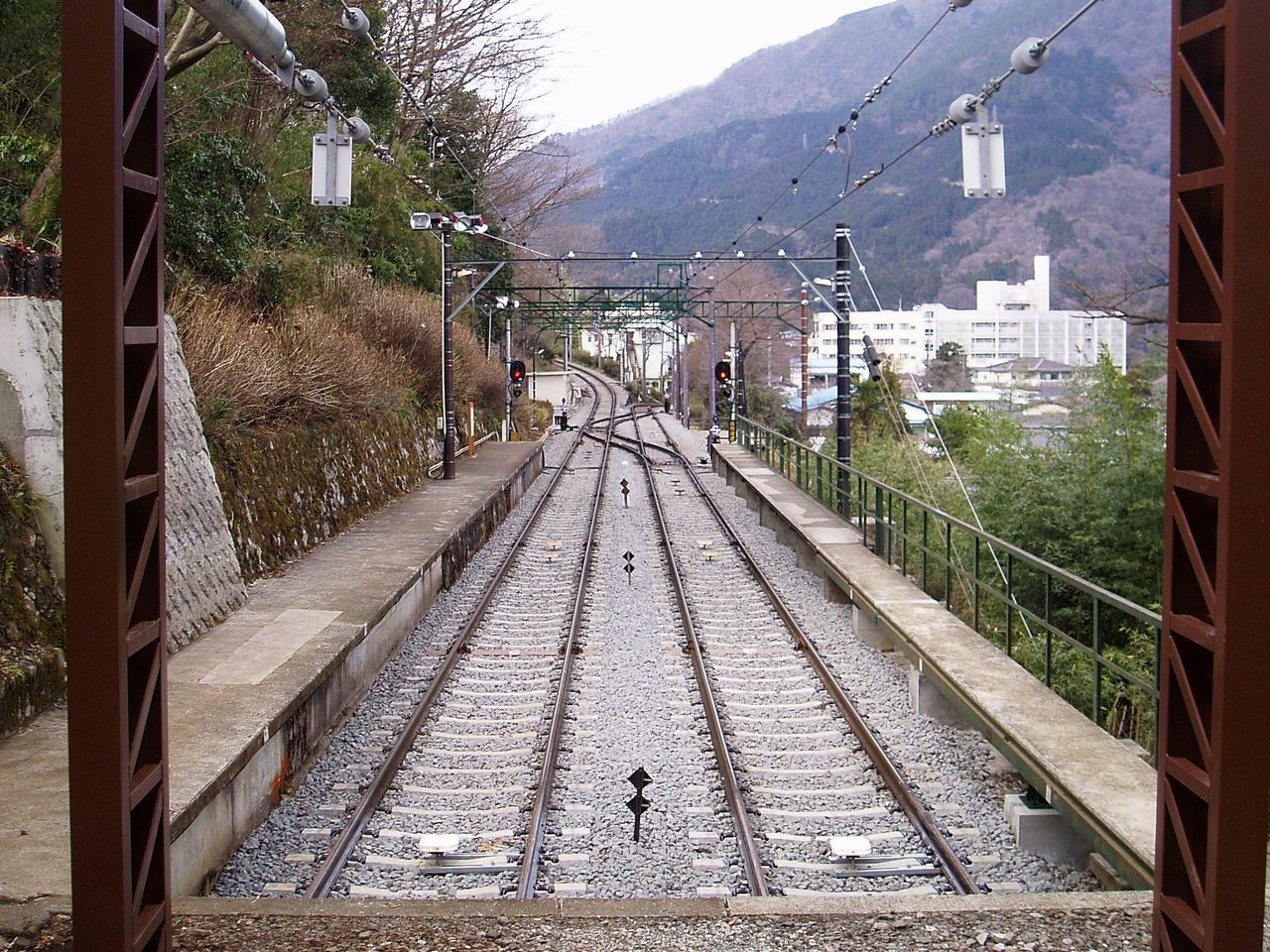
Signal de Kami-Ōhiradai
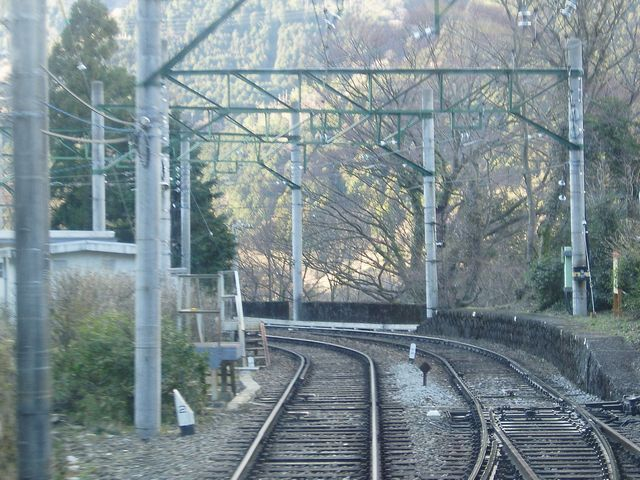
Signal de Sennindai
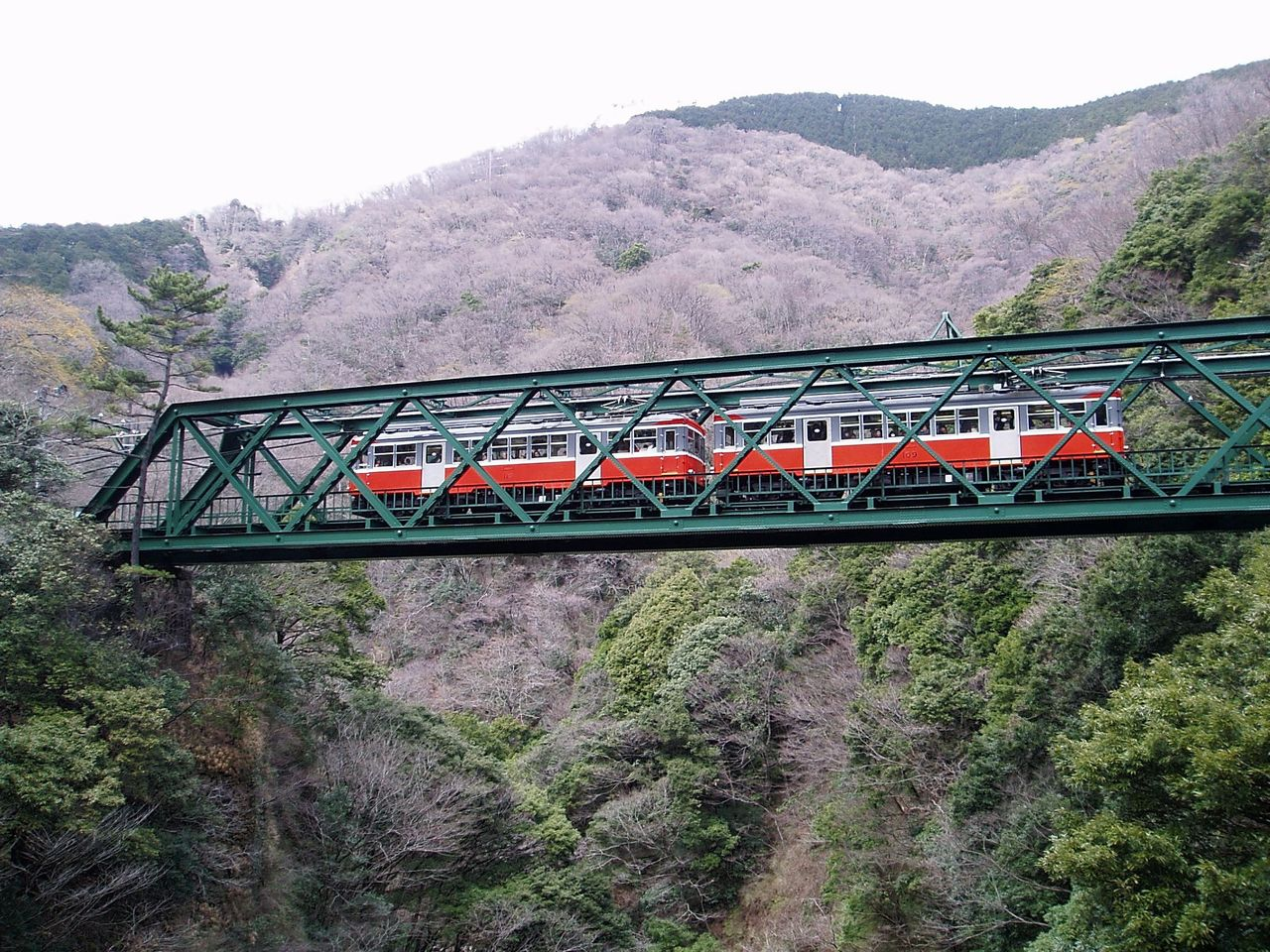
Pont sur la rivière Haya-kawa
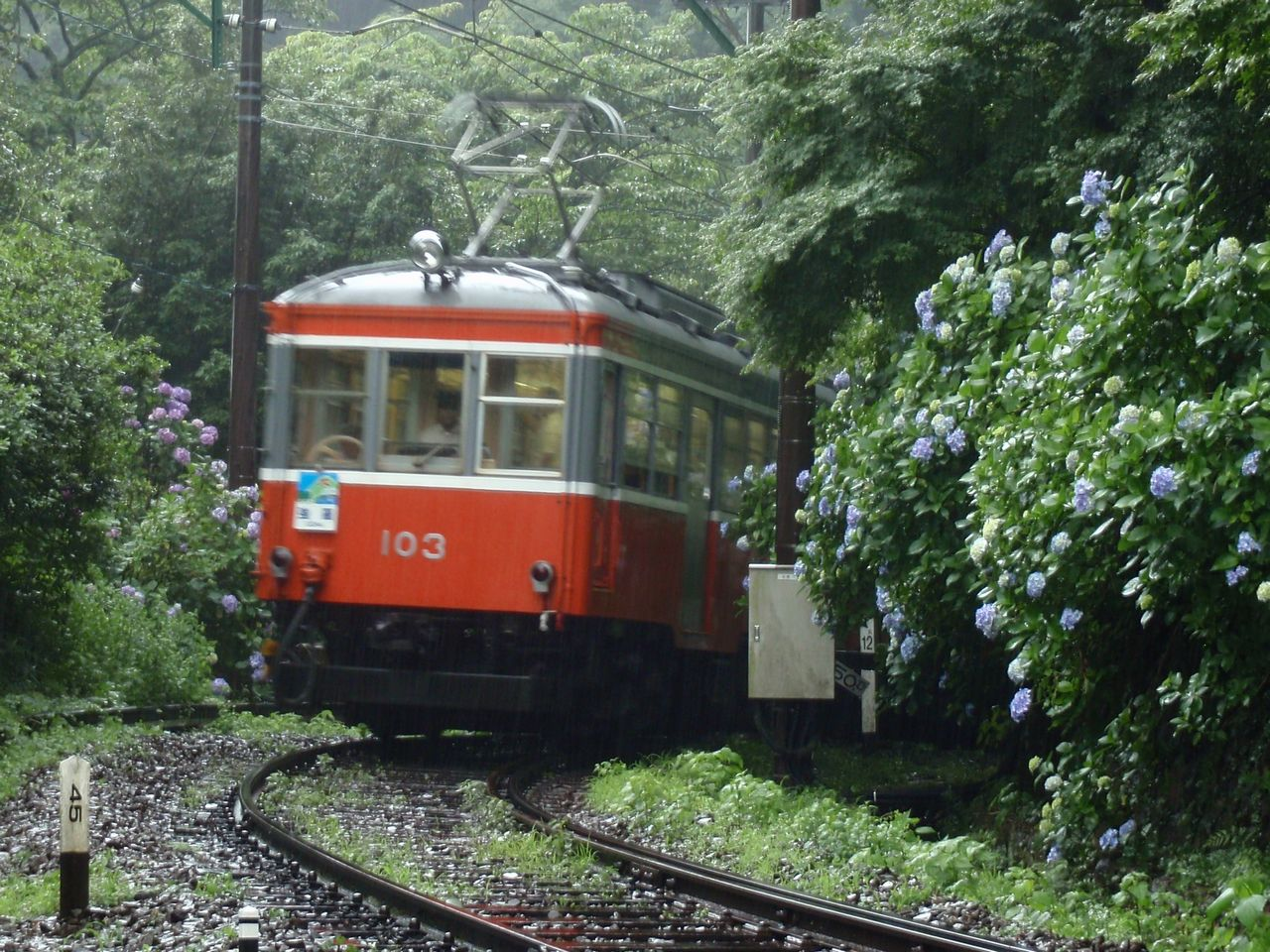
Rame se frayant un passage à travers des Hydrangea
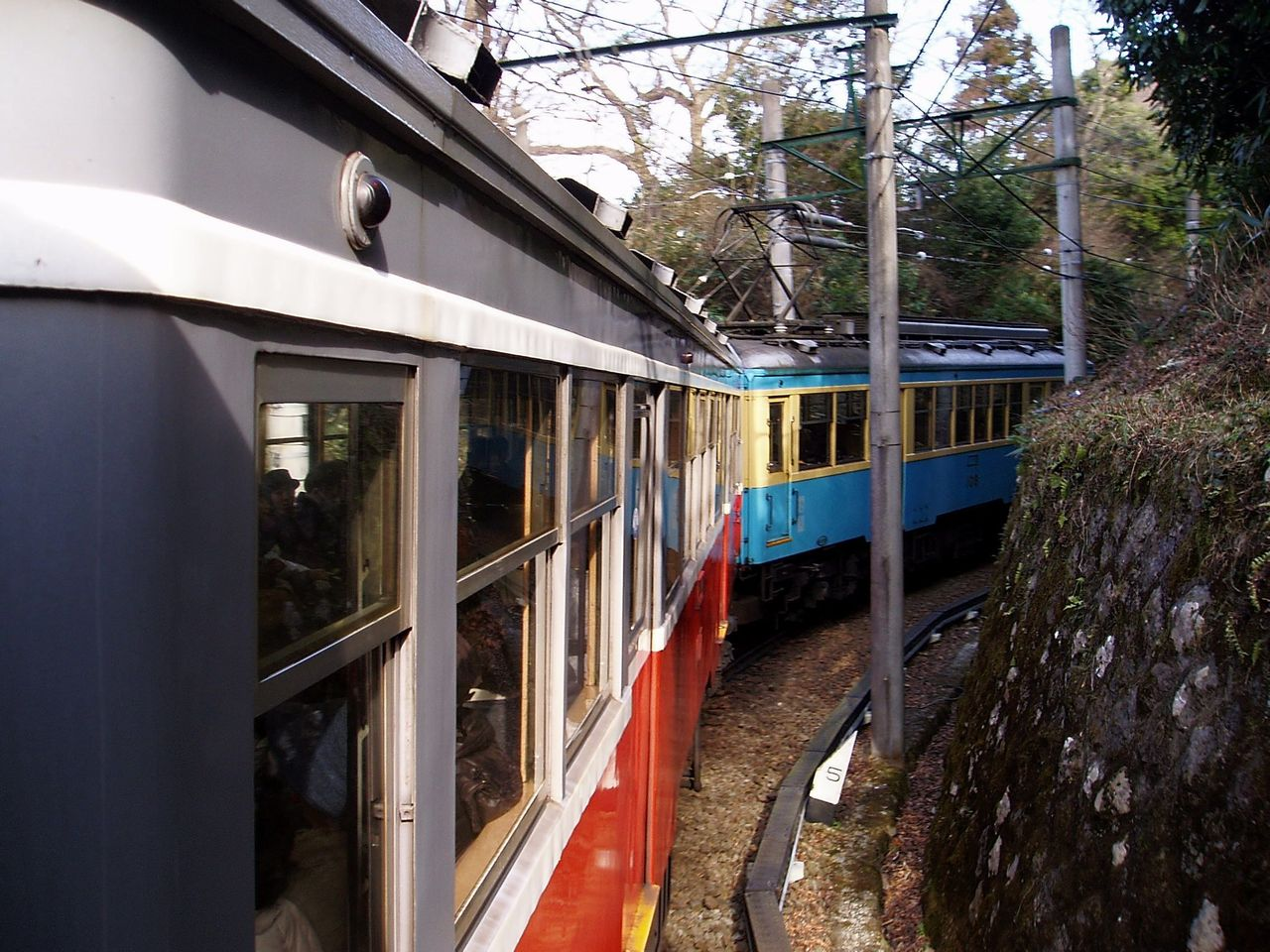
Courbe sur la ligne Hakone Tozan

## Liste des gares
La ligne comporte 11 gares identifiées par les lettres OH.
| Numéro | Gare             | Nom japonais | Distance (km) | Correspondances                                                                                          | Localisation | Localisation           |
| ------ | ---------------- | ------------ | ------------- | --- | ------------ | ---------------------- |
| OH47   | Odawara          | 小田原       | 0             | JR Central : Shinkansen Tōkaidō JR East : Tōkaidō Odakyū : Odawara (interconnexion) Izuhakone : Daiyūzan | Odawara      | Préfecture de Kanagawa |
| OH48   | Hakone-Itabashi  | 箱根板橋     | 1,7           | | Odawara      | Préfecture de Kanagawa |
| OH49   | Kazamatsuri (ja) | 風祭         | 3,2           | | Odawara      | Préfecture de Kanagawa |
| OH50   | Iriuda           | 入生田       | 4,2           | | Odawara      | Préfecture de Kanagawa |
| OH51   | Hakone-Yumoto    | 箱根湯本     | 6,1           | | Hakone       | Préfecture de Kanagawa |
| OH52   | Tonosawa         | 塔ノ沢       | 7,1           | | Hakone       | Préfecture de Kanagawa |
| OH53   | Ohiradai         | 大平台       | 9,9           | | Hakone       | Préfecture de Kanagawa |
| OH54   | Miyanoshita      | 宮ノ下       | 12,1          | | Hakone       | Préfecture de Kanagawa |
| OH55   | Kowakidani       | 小涌谷       | 13,4          | | Hakone       | Préfecture de Kanagawa |
| OH56   | Chōkoku-no-Mori  | 彫刻の森     | 14,3          | | Hakone       | Préfecture de Kanagawa |
| OH57   | Gōra             | 強羅         | 15,0          | Hakone Tozan Railway : Funiculaire Hakone Tozan                                                          | Hakone       | Préfecture de Kanagawa |